# 克溫赫拉
克溫赫拉（挪威語：Kvinnherad）是挪威的一個市镇，位於韦斯特兰郡，行政中心为羅森達爾村。市镇面积为1,091平方公里，人口数量为13,071人（2020年），人口密度为每平方公里12.5人。